# NGC 6804
NGC 6804 is een planetaire nevel in het sterrenbeeld Arend. Het hemelobject werd op 25 augustus 1791 ontdekt door de Duits-Britse astronoom William Herschel.

## Synoniemen
- PK 45-4.1